# Leichtathletik-Weltmeisterschaften 2011/Teilnehmer (Kroatien)
| Gelbes Symbol für Goldmedaillen mit stilisierten Olympischen Ringen | Graues Symbol für Silbermedaillen mit stilisierten Olympischen Ringen | Braundes Symbol für Bronzemedaillen mit stilisierten Olympischen Ringen |
| ------------------------------------------------------------------- | --------------------------------------------------------------------- | ----------------------------------------------------------------------- |
| —                                                                   | 1                                                                     | —                                                                       |

Der kroatische Leichtathletik-Verband stellte bei den Leichtathletik-Weltmeisterschaften 2011 im koreanischen Daegu sechs Teilnehmer.

## Ergebnisse

### Männer

#### Sprung/Wurf
| Athlet         | Disziplin  | Qualifikation | Qualifikation | Finale        | Finale        |
| Athlet         | Disziplin  | Weite/Höhe    | Platz         | Weite/Höhe    | Platz         |
| -------------- | ---------- | ------------- | ------------- | ------------- | ------------- |
| Martin Marić   | Diskuswurf | 60,61 m       | 27            | ausgeschieden | ausgeschieden |
| Roland Varga   | Diskuswurf | 59,09 m       | 31            | ausgeschieden | ausgeschieden |
| András Haklits | Hammerwurf | 70,93 m       | 25            | ausgeschieden | ausgeschieden |

### Frauen

#### Laufdisziplinen
| Athletin               | Disziplin    | Vorlauf | Vorlauf | Halbfinale | Halbfinale | Finale        | Finale        |
| Athletin               | Disziplin    | Zeit    | Platz   | Zeit       | Platz      | Zeit          | Platz         |
| ---------------------- | ------------ | ------- | ------- | ---------- | ---------- | ------------- | ------------- |
| Nikolina Horvat        | 400 m Hürden | 56,60 s | 23      | 57,02 s    | 22         | ausgeschieden | ausgeschieden |
| Lisa Christina Stublić | Marathon     |         |         |            |            | 2:36:41 h     | 27            |

#### Sprung/Wurf
| Athletin      | Disziplin  | Qualifikation | Qualifikation | Finale     | Finale |
| Athletin      | Disziplin  | Weite/Höhe    | Platz         | Weite/Höhe | Platz  |
| ------------- | ---------- | ------------- | ------------- | ---------- | ------ |
| Blanka Vlašić | Hochsprung | 1,95 m        | 1             | 2,03 m SB  | Silber |